# Arthrobotrys amerosporus
Espèce
Arthrobotrys amerosporus est une espèce de la famille des Arthrobotryaceae.

## Systématique
Le nom correct complet (avec auteur) de ce taxon est Arthrobotrys amerosporus S.Schenck (d), W.B.Kendr. (d) & Pramer (d).
Arthrobotrys amerosporus a pour synonymes :
- Arthrobotrys amerospora S. Schenck, 1977
- Arthrobotrys elegans (Subram. & Chandrash.) Seifert & W.B. Kendr., 1983
- Candelabrella elegans Subram. & Chandrash., 1979

### Publication originale
- (en) S. Schenck, W. B. Kendrick et D. Pramer, « A new nematode-trapping hyphomycete and a reevaluation of Dactylaria and Arthrobotrys », Canadian Journal of Botany, vol. 55, no 8,‎ 15 avril 1977, p. 977-985 (ISSN 0008-4026 et 1480-3305, DOI 10.1139/B77-115).